# Yasushi Inoue
Yasushi Inoue (jap. 井上 靖 Inoue Yasushi; ur. 6 maja 1907, zm. 29 stycznia 1991) – japoński pisarz i poeta.
Urodził się w mieście Asahikawa na wyspie Hokkaido, wychował się jednak u dziadka w prefekturze Shizuoka. Ukończył historię sztuki na Kyoto University. W młodości współpracował z gazetą Mainichi Shimbun i służył jako żołnierz w wojnie chińsko-japońskiej, później poświęcił się wyłącznie twórczości literackiej. 
Za opublikowane w 1949 roku na łamach czasopisma Bungakukai opowiadanie Tōgyū (Walka byków) otrzymał nagrodę im. Akutagawy. Pisał poezje i krótkie opowiadania, najbardziej znany jest jednak jako twórca powieści historycznych osadzonych w realiach dawnych Chin i Japonii. Do najbardziej znanych należą Tempyō no iraka (Dachówki ery Tempyō, 1957), Rōran (Loulan, 1959) oraz nagrodzona Nagrodą Literacką Nomy Kōshi (Konfucjusz, 1989). Dzieła Inoue doczekały się licznych ekranizacji i tłumaczeń na języki zachodnie.
Od 1964 roku członek Japońskiej Akademii Sztuki (Nihon Geijutsu-in). W 1976 roku odznaczony Orderem Kultury. Został laureatem Nagrody Asahi za 1984 rok.
W 1993 ustanowiono nagrodę literacką jego imienia.